# Chil Kestenberg
Chil Kestenberg (zdrob. od Jechiel, jid. יחיאל קעסטענבערג), (ur. prawdopodobnie 1 października 1887 r. w Przytyku, zm. 18 sierpnia 1942 r. w Radomiu) – ostatni rabin Radomia, działacz polityczny i społeczny.
Według niepotwierdzonych ostatecznie informacji jego ojciec miał na imię Mendel, a matka Ruchla. Rodzina Kestenbergów utrzymywała się z handlu. Około 1904 r. Kestenberg rozpoczął naukę w jesziwie, prawdopodobnie działającej w jednym z miasteczek Lubelszczyzny. Pod wpływem wydarzeń Rewolucji 1905-1907 zainteresował się ideami lewicowymi oraz Haskalą. Na wieść o tym ojciec zmusił go do przerwania nauki i powrotu do domu.
W bliżej nieznanym momencie (przed 1913 r.) rozpoczął pracę jako tzw. rabin nieetatowy w Wierzbniku. W 1914 r. przegrał zdecydowanie rywalizację z Chaimem Landauem (rabinem z Zawiercia) o stanowisko rabina gminy radomskiej. Gdy z nieznanych przyczyn Landau nie objął stanowiska, Rosjanie mianowali na nie tymczasowo Kestenberga. Zrodziło to pogłoski o jego konfidencjonalnej współpracy z zaborcami. Na stanowisku rabina utrzymany został przez okupantów austriackich. 2 listopada 1918 r., po przejęciu przez Polaków władzy w Radomiu, odprawił uroczyste nabożeństwo w miejscowej synagodze, wzywając Żydów do pracy na rzecz budowy odrodzonej Rzeczypospolitej.
Z jego inicjatywy, 15 listopada 1918 r., działalność rozpoczął Komitet Wykonawczy dla Czynnego i Wydatnego Poparcia Odbudowy Mocarstwowej Potęgi Państwa Polskiego w Radomiu. W 1919 r. został członkiem prezydium lokalnego Komitetu Niesienia Pomocy Żołnierzowi Polskiemu. Osobiście prowadził agitację na rzecz Polski wśród Żydów mieszkających na Górnym Śląsku. Wsparł też Powstanie Wielkopolskie i walki Polaków o Lwów. Za działalność tę został odznaczony odznaką za waleczność, przyznaną przez Kapitułę Odznaki Powstania Wielkopolskiego oraz Naczelną Komendę Straży Ludowej.
W latach 1919–1921 był zaangażowany silnie w akcję wspierania przez Żydów armii polskiej walczącej przeciwko bolszewikom. Z jego inicjatywy utworzono Żydowski Komitet Pomocy Państwu i Żołnierzowi w Radomiu, który prowadził bezpłatną jadłodajnię, herbaciarnię i szwalnię dla żołnierzy. W 1923 r. wziął udział w kongresie ortodoksyjnym w Wiedniu, gdzie wygłosił referat poświęcony odbudowie Polski. Pozostając nadal pełniącym obowiązki rabina, starał się przez długi czas o ostateczne zatwierdzenie na tym stanowisku (doszło do tego dopiero w 1938 r. decyzją Najwyższego Trybunału Administracyjnego), będąc liderem radomskich ortodoksów, prowadzących bezkompromisową walkę z syjonistami i socjalistami.
W wyborach parlamentarnych 1928 i 1930 r. stał się lokalnym przywódcą Żydów wspierających Bezpartyjny Blok Współpracy z Rządem. Zasiadał m.in. w Komitecie Daru Narodowego dla Marszałka Józefa Piłsudskiego, Komitecie Ligi Morskiej i Kolonialnej, Miejskim Komitecie ds. Bezrobocia w Radomiu, a także radach nadzorujących sprawy oświatowe. W 1932 r. przyznano mu Odznakę Honorową 72. Pułku Piechoty, będącą dowodem wdzięczności za opiekę duszpasterską nad żołnierzami. Przemiany zachodzące w Polsce po śmierci Józefa Piłsudskiego uznał za osobistą klęskę, świadczącą o dokonaniu złych wyborów politycznych. Od 1936 r. wycofał się całkowicie z życia publicznego, koncentrując się na studiach talmudycznych. Swego mieszkania przy ul. Pereca nie opuszczał także w okresie okupacji. 18 sierpnia 1942 r., w czasie likwidacji tzw. dużego getta, został wypędzony na ulicę. Tam stanął w obronie żydowskiego dziecka, nad którym znęcał się Niemiec. Został zastrzelony na miejscu, a jego ciało pogrzebano wraz z innymi ofiarami w tzw. Ogrodzie Penza. W 1944 r. mogiła ta została zniszczona przez Niemców, a spoczywające w niej zwłoki spalono.
Był żonaty z Chają z d. Kenig, zmarłą w początkach lat 30. XX w. Ze związku tego urodzili się synowie: Rafael Pinches (ur. 1917), Josef Szlama (ur. 1919), Aron Lejzor (ur. 1922) i Izrael Ojzer (ur. 1924). W okresie okupacji zastępowali oni ojca w obowiązkach rabinackich, pracując w Wydziale Wyznaniowym Naczelnej Rady Starszych Ludności Żydowskiej Dystryktu Radomskiego. Prawdopodobnie w czasie likwidacji radomskiego getta zostali deportowani do Treblinki, gdzie zginęli.